# Вихринка
Вихринка — река в России, протекает по Локнянскому району Псковской области. Исток находится у деревни Загорье Самолуковской волости. Далее река течёт на восток. Устье реки находится в 17 км от устья Пузны по левому берегу. Длина реки составляет 18 км.
По берегам реки расположены деревни Самолуковской волости: Загорье, Зарубино, Аверово, Тряпичино. Далее деревня Иванищево Алексеевской волости и Голенищево снова Самолуковской волости.

## Данные водного реестра
По данным государственного водного реестра России относится к Балтийскому бассейновому округу, водохозяйственный участок реки — Ловать и Пола, речной подбассейн реки — Волхов. Относится к речному бассейну реки Нева (включая бассейны рек Онежского и Ладожского озера).
Код объекта в государственном водном реестре — 01040200312102000023032.